# Scolopes
Scolopes is een geslacht van sponsdieren uit de klasse van de Demospongiae (gewone sponzen).

## Soorten
- Scolopes lignea (Hallmann, 1912)
- Scolopes megastra de Laubenfels, 1953
- Scolopes moseleyi Sollas, 1888